# Jo mai mai
Jo mai mai (traducido al español como Yo nunca nunca) es una serie de televisión española en idioma catalán de drama adolescente emitida en TV3. Dirigida por Uri Garcia, Silvia Quer y Román Parrado, se trata de una adaptación de Go!azen de ETB, la televisión pública del País Vasco.
Protagonizada por un reparto coral, la trama gira en torno a un grupo de adolescentes que pasa las vacaciones de verano en una casa de colònies. Fue estrenada el 22 de enero de 2024, logrando liderar la franja horaria, con una cuota de pantalla del 11,7% durante la emisión de toda la temporada. En mayo de 2024 fue renovada para segunda temporada, la cual fue estrenada el 10 de febrero de 2025.
Está rodada en el Vallés Oriental y también aparecen localizaciones como Barcelona, el Montseny, Bañolas y los Pirineos . 

## Sinopsis
Mai García Roselló (Claudia Riera) es una joven veinteañera que, en busca de dinero, vuelve a la casa de sus padres y se emplea como monitora en las colonias de verano que ellos dirigen. La trama gira en torno a las vivencias de Mai y ocho adolescentes, que enfrentan diferentes conflictos relacionados con su edad, como el amor, el autodescubrimiento y la amistad.
La serie presenta varios números musicales de canciones catalanas (incluyendo Bad Gyal, Obrint Pas, The Tyets y los Pets).

## Reparto

### Principal
- Claudia Riera como Mai Garcia Rosselló
- Jan Buxaderas como Èric Picó Martínez
- Maria Morera como Rita Plana Schepper
- Joel Cojal como Yabsera "Yab" Martí Moral
- Zoé Arnao como Sofía Rodríguez
- Biel Rossell Pelfort como Ramon Vilardell Coll "Billy"
- Imén Akandouch como Noor Alaoui
- Aleix Otem como Oriol Prats González
- Berta Rabascall como Èlia Picó Martínez
- Miki Núñez como David
- Pere Ponce como Pere Garcia
- Mireia Aixalà como Eva Rosselló
- Moha Amazian como Samir
- Júlia Padonou como Gio
- David Menéndez como Roger (Episodio 2 - Episodio 4)
- Mar Pawlowsky como Cat
- Mercè Arànega como Dolors (Episodio 2 - Episodio 3 - Episodio 5- Episodio 6)
- Ágata Roca  como Iolanda Martínez (Episodio 1; Episodio 3)
- Patrícia Bargalló como Coral (Episodio 1; Episodio 4)
- Joan Negrié como Víctor (Episodio 1; Episodio 4)

### Invitado
- Hamid Krim como Karim Alaoui (Episodio 1 - Episodio 2 - Episodio 5 - Episodio 6)
- Edu Gibert como Samuel (Episodio 1 - Episodio 6)
- Míriam Alamany como Frida Schepper (Episodio 1 - Episodio 2 - Episodio 5 - Episodio 6)
- Xavi Ricart como Artur Plana (Episodio 1 - Episodio 2)
- Tamara Ndong como Su (Episodio 1 - Episodio 7)
- Roser Dresaire como Vane (Episodio 1)
- Ferran Casadevall como Toni (Episodio 1)
- David Olivares como Dani (Episodio 1 - Episodio 6)
- Antoni Benavent como Bernie (Episodio 1)
- Queralt Canadell Gómez como Queralt (Episodio 1)
- Enzo Oliver como Bruno (Episodio 1)
- Sara Espígul como Mare Noor ( Episodio 5)

## Temporadas
| Temporada | Temporada | Episodios | Episodios | Emisión original      | Emisión original      |
| Temporada | Temporada | Episodios | Episodios | Primera emisión       | Última emisión        |
| --------- | --------- | --------- | --------- | --------------------- | --------------------- |
|           | 1         | 8         | 8         | 22 de enero de 2024   | 11 de marzo de 2024   |
|           | 2         | 7         | 7         | 10 de febrero de 2025 | 10 de febrero de 2025 |

## Recepción crítica
Joan Burdeus escribiendo para Núvol, destacó las actuaciones de Claudia Riera, Maria Morera y Imén Akandouch. Señaló que, aunque Jo mai mai es «muy poco innovadora», tiene «los personajes menores de dieciocho años mejor escritos que he visto en TV3 en muchísimo tiempo» y concluyó que, a diferencia de otras series similares, pretende agradar a una franja de edad muy concreta en lugar de intentar satisfacer a otros.
La serie ha sido vista por más de 500.000 espectadores en la plataforma 3Cat.